# Mweru
Mweru (anglicky Lake Mweru, francouzsky Lac Moero) je jezero v Africe na hranicích Demokratické republiky Kongo a Zambie. Má rozlohu 5100 km². Je 96 km dlouhé a maximálně 45 km široké. Průměrně je hluboké 9 až 15 m a dosahuje maximální hloubky 37 m. Objem jezera je 32 km³. Leží v nadmořské výšce 917 m.

## Ostrovy
Na jezeře leží ostrovy Kilwa a Isokwe.

## Vodní režim
Do jezera ústí řeky Luapula a Kalungwishi. Odtéká z něj řeka Luvua (přítok Konga).

## Využití

### Doprava
Na jezeře je rozvinutá místní lodní doprava. Hlavní přístavy jsou Kilva a Pveto v Demokratické republice Kongo.

### Osídlení pobřeží
Na pobřeží leží město Nchelenge.

## Historie
Jezero bylo objeveno Davidem Livingstonem v roce 1867.